# Sopubek Begaliev
Sopubek Begaliev in russo Сопубек Бегалиевич Бегалиев? (Chon Tash, 29 marzo 1931 – Biškek, 9 ottobre 2002) è stato un economista kirghiso.
È stato il fondatore dell'Assemblea del Popolo della Repubblica del Kirghizistan, l'organizzazione che promuoveva equilibrio inter-etnico, pace civile e concordia. Attraverso i propri sforzi, Begaliev si è impegnato a gettare le basi per la società forte e pacifica del proprio paese. Altri Nuovi Stati Indipendenti hanno seguito l'esempio kirghiso.

## Biografia

### Era Sovietica
Sopubek Begaliev è nato nel villaggio di Chon Tash nella regione di Čuj, vicino alla capitale di Kirghizistan, Biškek. Terminati gli studi nell'Accademia Russa Plechanov di Economia di Mosca nel 1954, Begaliev cominciò la propria carriera come l'economista del Gosplan, la centrale agenzia economica dell'Unione Sovietica e dal 1960 fu elevato al rango del Vicepresidente. Nel 1962 egli divenne Ministro dell'economia locale e nel 1963, a seguito del riordino del Ministero, venne nominato ministro dell'Economia Municipale. L'anno successivo ritorna in Gosplan, dove è stato nominato Primo Vicepresidente.
Nel 1968 Begaliev s'impegnò sia in veste di Vice-Premier della Repubblica di Kirghizistan sia come Presidente di Gosplan e guidò l'agenzia dello sviluppo economico della regione per più di due decenni. Durante la sua carriera sovietica, Begaliev fu eletto parlamentare per sei volte ed è stato insignito dell'onorificenza della Bandiera Rossa del Lavoro per tre volte. Nel 1979 fu insignito del titolo d'Economista Onorato della Repubblica di Kirghizistan.

### L'indipendenza del Kirghizistan

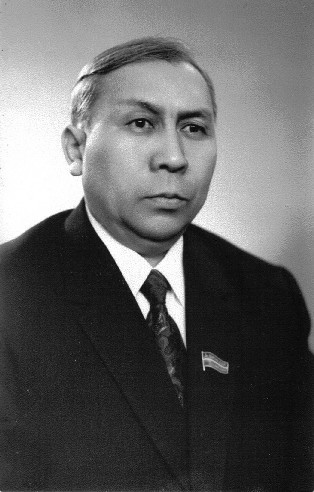
Sopubek Begaliev (1981)

Nel 1991 a Begaliev fu offerta la posizione di Consigliere del Presidente dell'Unione Sovietica per le questioni Economiche delle Repubbliche dell'Asia Centrale. In ogni caso, questa posizione ebbe una vita corta, in quanto l'Unione Sovietica disgregò lo stesso anno e il Kirghizistan diventò indipendente. Dal 1991 al 1994 egli lavorò in veste di Consigliere della Repubblica di Kirghizistan per le questioni economiche.
Nel 1994, il primo kurultaj (congresso) di tutti i gruppi etnici in Kirghizistan ha eletto Begaliev Presidente del Consiglio dell'Assemblea del Popolo della Repubblica del Kirghizistan. Per i successivi otto anni egli ha lavorato in stretto contatto con Max Van der Stool, alto Commissario dell'OSCE Minoranze Nazionali e dopo il luglio del 2001 con il successore di Van der Stool, Rolf Ekeus.
Nel 1997 Begaliev fu insignito della prestigiosa Onorificenza Manas, per la vita dedicata al pubblico servizio, per la sua attività di promozione della concordia inter-etnica e per continuo sviluppo dell'Assemblea del popolo della Repubblica di Kirghizistan. Nel 2001 egli fu insignito di Onorificenza dell'Amicizia dal Presidente russo Vladimir Putin.

### Onorificenze straniere

Un monumento in onore di Sopubek Begaliev, a Bishkek all'incrocio tra Erkindik Blvd e Frunze St (2023-07-07)